# Дядько Мілон (новела)
«Дя́дько Міло́н» (фр. Le Père Milon) — новела французького письменника Гі де Мопассана, видана в 1883 році. Сюжет твору розповідає про партизанську діяльність старого француза під час Французько-прусської війни.

## Історія
Вперше ця новела була надрукована в газеті «Le Gaulois» 22 травня 1883 року. Пізніше Гі де Мопассан включив її до однойменної збірки, яка вийшла друком у 1899 році. Український переклад твору здійснила Людмила Івченкова. В її перекладі новелу опублікували у видавництві «Дніпро» двічі: у восьмитомному зібранні творів Гі де Мопассана (1969—1972) і двотомному виданні вибраних творів письменника (1990).

## Сюжет
Весняного дня французька родина обідає у садку. Дивлячись на виноград, вони згадують, що саме під цією лозою було розстріляно батька. А ось і його історія… Під час Французько-прусської війни 1870 року дядько Мілон із селянською запопадливістю прийняв німецьких загарбників якнайкраще. Німці ставилися до нього з довірою попри те, що в околиці почали гинути одинокі прусські солдати та кінні патрулі. Та коли під час чергового вбивства двох солдатів дядька Мілона знайшли з розрубаним обличчям, його допитали і він з філософським спокоєм літньої людини зізнався.
Ще на самому початку прусської навали дядько Мілон зарубав косою одного німця. Скориставшись мундиром і конем жертви, він почав роз'їжджати околицями, а оскільки в його будинку квартирували німці, то він завжди знав про їхнє пересування. Стаючи на дорозі своїх жертв, він удавав пораненого, а коли солдати наближались до товариша, встромляв їм лезо у живіт. Лише остання жертва спромоглася на такий-сякий спротив, через це поранення француза викрили. Наостанок дядько Мілон ще й плюнув в обличчя німцеві, що якраз хотів висловити йому якусь пропозицію. Пана Мілона негайно розстріляли.

## Аналіз твору
У цій новелі Гі де Мопассан звертається до війни, яку він бачив на власні очі. Прусська навала неодноразово ставала темою його новел, зокрема таких як: «Два приятелі», «Мадемуазель Фіфі», «Полонені», «Пригода Вальтера Шнафса», «Тітка Соваж». З останнім твором «Дядько Мілон» має багато спільного: в обох цих новелах йдеться про помсту простих французів за членів своїх родин, в обох ця помста набуває особливо жорстокого і непримиренного характеру, в обох месники розплачуються за свій героїзм смертю, яку сприймають з винятковою мужністю.